# شيرمان لويس
شيرمان لويس (بالإنجليزية: Sherman Lewis)‏ هو مدرب رياضي أمريكي، ولد في 29 يونيو 1942 في لويفيل في الولايات المتحدة.